# Barbu Știrbey
Barbu Știrbey, född 1873, död 1946 i Bukarest, Rumänien, var en rumänsk politiker. Han var son till prins Alexandru Știrbey och hans maka Maria Ghika-Comanesti, och sonson till Barbu Dimitri Știrbey. 
Știrbey var gift med prinsessan Nadesje Bibescu från 1895 och fick fyra döttrar med henne. Mest känd har han dock blivit som nära vän och älskare till Marie av Edinburgh, drottning av Rumänien. Han ryktades vara far till hennes två yngsta barn, födda 1909 och 1913.
Under 1920-talet intresserade Știrbey sig mer och mer för politiken och var en kort period premiärminister 1927. År 1944 var han medlem i den delegation som reste till Moskva och undertecknade freden mellan Rumänien och dåvarande Sovjetunionen.